# Chillum
Chillum és una concentració de població designada pel cens dels Estats Units a l'estat de Maryland. Segons el cens del 2000 tenia 34.252 habitants.

## Demografia
Segons el cens del 2000, Chillum tenia 34.252 habitants, 12.080 habitatges, i 7.900 famílies. La densitat de població era de 3.289,7 habitants per km².
Dels 12.080 habitatges en un 33,6% hi vivien nens de menys de 18 anys, en un 36,6% hi vivien parelles casades, en un 21,1% dones solteres, i en un 34,6% no eren unitats familiars. En el 26,8% dels habitatges hi vivien persones soles el 7,7% de les quals corresponia a persones de 65 anys o més que vivien soles. El nombre mitjà de persones vivint en cada habitatge era de 2,8 i el nombre mitjà de persones que vivien en cada família era de 3,4.
Per edats la població es repartia de la següent manera: un 25,8% tenia menys de 18 anys, un 11,5% entre 18 i 24, un 34% entre 25 i 44, un 19,4% de 45 a 60 i un 9,3% 65 anys o més.
L'edat mediana era de 32 anys. Per cada 100 dones de 18 o més anys hi havia 88,3 homes.
La renda mediana per habitatge era de 41.307 $ i la renda mediana per família de 46.329 $. Els homes tenien una renda mediana de 29.546 $ mentre que les dones 28.069 $. La renda per capita de la població era de 17.915 $. Entorn del 8,5% de les famílies i el 10,2% de la població estaven per davall del llindar de pobresa.

## Poblacions més properes
El següent diagrama mostra les poblacions més properes.